# Metriogryllacris permodesta
Metriogryllacris permodesta är en insektsart som först beskrevs av Griffini 1915.  Metriogryllacris permodesta ingår i släktet Metriogryllacris och familjen Gryllacrididae. Inga underarter finns listade i Catalogue of Life.